# Американська історія Ікс
«Американська історія Ікс» (англ. American History X) — драма американського кінорежисера Тоні Кея про сучасних неонацистів. Виконавець головної ролі Едвард Нортон номінувався на премію «Оскар».
На 4 березня 2024 року фільм займав 41-у позицію у списку 250 найкращих фільмів за версією IMDb.

## Сюжет
Стрічка демонструє події кінця 80-х — початку 90-х років. Розповідь ведеться від особи Денні Віньярда. Його батька Деніса, що був пожежником, було вбито на нелегальній фабриці з виробництва наркотиків під час гасіння пожежі. Денні має старшого брата Дерека, що перший день як вийшов із в'язниці, де відбував покарання за вбивство двох темношкірих.
У в'язниці світогляд старшого брата змінюється докорінно, він переглядає своє ставлення до представників інших рас, розуміючи, що і серед білих, і серед чорних є як хороші, так і погані люди. Головною метою після свого звільнення він бачить налагодження нормальних стосунків із родиною і недопущення повторення свого шляху молодшим братом, Денні, що став членом банди неонацистів, яку очолював сам Дерек до ув'язнення.

## Акторський склад
- Едвард Нортон — Дерек Віньярд
- Едвард Ферлонг — Денні Віньярд
- Ейвері Брукс — доктор Боб Свіні
- Беверлі Д'Анджело — Доріс Віньярд
- Стейсі Кіч — Кемерон Александр
- Файруза Балк — Стейсі
- Елліотт Ґулд — Мюррей
- Гай Торі — Ламонт
- Алекс Сол — Мітч МакКормік
- Дженіфер Ліен — Давіна Віньярд
- Етан Саплі — Сет Раян

## Цікаві факти
- Під час гри у баскетбол, Сет одягнений у футболку з номером «88». Це число є шифром скінхедів для «НН» або «Heil Hitler»: літера «Н» — восьма літера латинського алфавіту.
- Кемерон (Стейсі Кіч) характеризує Боба Свіні (Ейвері Брукс), як дядька Тома. Брукс зіграв дядька Тома у стрічці «Хатина дядька Тома».
- Музичний гурт «Anti-Heroes» подав позов до суду на компанію «New Line Cinema» за використання назви їх гурту на татуюванні одного з героїв фільму. Гурт не хотів мати нічого спільного з нацистами.
- Під час фільму слово «fuck» (нецензурне) промовляють 205 разів.
- Цитата, що звучить в кінці есе Денні, — останні слова Авраама Лінкольна на церемонії інавгурації 1862 року.

## Нагороди та номінації
- Едвард Нортон номінувався на премію Оскар в категорії «Найкраща чоловіча роль».